# EY

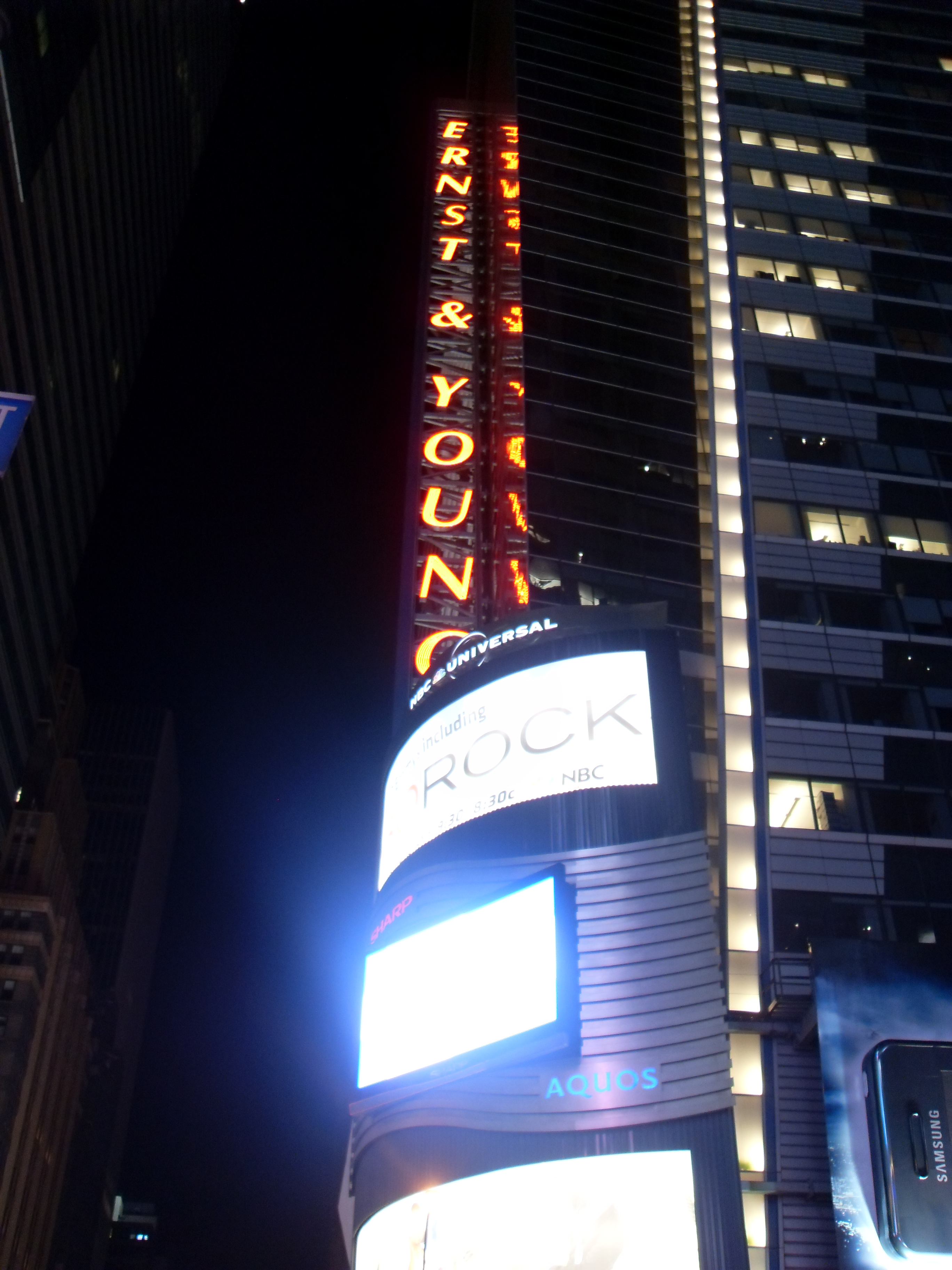
EY-kantoor op Times Square, New York, Verenigde Staten.

Ernst & Young Global Limited (handelsnaam: EY) is een internationaal opererend dienstverlenend bedrijf actief op het gebied van accountancy, belastingadvies en bedrijfsadvies. Tot 30 juni 2013 was het bedrijf bekend onder de naam Ernst & Young.
EY is een internationaal samenwerkingsverband van lokale lidfirma's. EY Global Limited is gevestigd in Londen en draagt zorg voor de eenheid in het beleid van alle lidfirma's en bewaakt de wereldwijde kwaliteit van de dienstverlening. EY Global verleent geen diensten aan cliënten van EY, dat doen de lidfirma's.
Het bedrijf telt wereldwijd circa 400.000 medewerkers en is gevestigd in zo'n 150 landen.
EY wordt samen met PwC, KPMG en Deloitte ook wel de Big Four genoemd.

## EY Nederland
EY Nederland is de grootste financiële dienstverlener van Nederland. Met EY worden in Nederland de gezamenlijke activiteiten bedoeld van Ernst & Young Accountants B.V., Ernst & Young Belastingadviseurs B.V., Ernst & Young Nederland B.V. en andere EY-deelnemingen. Daarnaast heeft Ernst & Young Belastingadviseurs B.V. een strategische alliantie met HVG Law voor juridische dienstverlening.

### Kerncijfers
EY Nederland heeft een gebroken boekjaar dat stopt per 30 juni. EY Nederland realiseerde volgens het jaarverslag over het boekjaar 1 juli 2022 t/m 30 juni 2023 een omzet van € 1.083 miljoen. Het bedrijf telde 4.614 medewerkers uitgedrukt in fte en 254 partners. De nettowinst was € 232 miljoen in het jaar, de winst wordt uitgekeerd aan de partners. Het gemiddeld inkomen per partner was € 802.000.

### Ontstaan
Tot de voorgangers behoort het oudste Nederlandse accountantskantoor. In 1883 was docent boekhouden Barend Moret (1851-1915) een van de vijf oprichters van het Bureel van Boekhouding Confidentia. Hiermee ontstond een nieuw beroep omdat deze vijf accountants zich door hun onafhankelijkheid onderscheidden van de boekhouders die in dienst waren van bedrijven en instellingen. Het beroep van belastingadviseur ontstond 34 jaar later toen in 1917 een belastinginspecteur voor zichzelf begon. Bij Moret werd hierna al snel een belastingadviesafdeling opgezet.
Vele fusies op lokaal, landelijk en internationaal niveau hebben geleid tot de huidige EY-organisatie. Tot 1999 maakte de naam Moret nog prominent deel uit van de naam van het Nederlandse deel van EY. Door verdergaande internationalisatie en standaardisering is wereldwijd in alle landen de naam teruggebracht tot EY.

### Sponsoring
EY was in de periode 1999-2016 partner in sport van NOC*NSF. EY is sponsor van de KNLTB Padel, de Dutch Design Week, het Nederlands Film Festival en het Holland Festival.

### Affaires

#### Veroordeling oud-topman
De Accountantskamer gaf Mike Hartkoorn, voormalig financieel bestuurder, op 4 februari 2015 een waarschuwing. Als financieel directeur had hij twee petten op bij de verkoop van een dochterbedrijf.

#### Nasleep Landis-faillissement
De curator van Landis ontving in 2013 van EY 11,5 miljoen euro als schikking. De controlerend accountant werd ook in hoger beroep 6 maanden geschorst en de banken rekenen nu op een schadevergoeding van tussen de 20 en 34 miljoen euro. De VEB ziet aanleiding de accountantsfirma nader te onderzoeken.

#### Tuchtklacht AFM jegens accountant inzake teloorgangVan der Moolen
Op 17 december 2012 pleitte de Autoriteit Financiële Markten voor doorhaling van accountant Georges de Méris in het register bij de accountantskamer van de rechtbank te Zwolle. Op 26 juli 2013 ging de rechtbank niet verder dan een berisping en sprak hem op 4 van de 5 punten vrij.

#### Inval door het Openbaar Ministerie
Op 15 juli 2013 werd bekend dat in een fraudezaak van een klant het OM het kantoor te Arnhem had doorzocht. Op zijn beurt beschuldigde de klant het accountantskantoor van fraude.

#### Tuchtklacht DSB Bank
Na een tuchtklacht van de AFM werd de accountant van de DSB Bank tijdelijk doorgehaald voor zes maanden door het College van Beroep voor het bedrijfsleven. Hem werd het gebrek aan diepgang en aan een professioneel-kritische instelling verweten hetgeen ertoe heeft geleid dat de controle van belangrijke posten op de balans van DSB op te mechanische wijze is uitgevoerd

#### AFM
In 2011 kreeg EY twee boetes opgelegd door de AFM van respectievelijk € 217.000 en €  54.000.
In 2016 legde de AFM aan EY en PwC een boete op van € 2,2 miljoen wegens het vermeend tekortschieten bij de controle van jaarrekeningen. In 2019 bevestigde het College van Beroep voor het Bedrijfsleven een eerdere uitspraak van de rechtbank dat de AFM niet heeft bewezen dat EY en PwC hun zorgplicht hebben veroorzaakt. Daarmee werd definitief een streep gehaald door de boete.

#### Vimpelcom
Het OM deed onderzoek naar de rol van EY in de smeergeldaffaire rondom Vimpelcom. EY had eerder een schikking geweigerd en werd vervolgd door het Openbaar Ministerie. Op 15 december 2022 volgde een veroordeling middels een boete van € 240.000 door de Amsterdamse strafrechter.

#### Wirecard
In april 2023 legde de Duitse toezichthouder APAS na de affaire Wirecard accountant EY Duitsland een stevige straf op. EY Duitsland mag de komende twee jaar geen nieuwe auditopdrachten aannemen van beursgenoteerde ondernemingen in Duitsland. Verder kreeg EY Duitsland een boete van € 500.000 en tot slot kregen vijf medewerkers geldboetes tussen € 23.000 en € 300.000.